# Першин, Иван Митрофанович
Першин Иван Митрофанович — доктор технических наук, профессор, действительный член РАЕН, заслуженный работник высшего профессионального образования. Заместитель директора по научной работе филиала СКФУ в г. Пятигорске.

## Биография
Родился 10 февраля 1951 г. в Кировской области. В 1973 году поступил в Московский авиационный институт, который окончил в 1978 г. с отличием. В 1983 г. защитил кандидатскую диссертацию по специальности 05.13.01 «Системный анализ управление и обработка информации» в Санкт-Петербургском государственном электротехническом университете им. В. И. Ульянова (Ленина) (ЛЭТИ) по теме «Синтез распределенных систем управления с векторным входом воздействия». С 1988 по 1991 года обучался в докторантуре ЛЭТИ по кафедре автоматики и процессов управления, по окончании которой защитил докторскую диссертацию по специальности 05.13.01. по теме « Частотный метод синтеза регуляторов для систем управления с распределенными параметрами». С 2002 года — проректор по научной работе Пятигорского государственного технологического университета (ПГТУ), 2005 год — заведующий кафедрой управления и информатики в технических системах Пятигорского государственного технологического университета. С 2012 г. — зам. директора по научной работе филиала Северокавказского федерального университета в г. Пятигорске.
Направление научной работы: разработка частотных методов анализа и синтеза систем с распределенными параметрами.
Имеет более 150 научных работ в том числе более 10 монографий и более 5 патентов.
Читаемые курсы: Синтез систем с распределенными параметрами, моделирование распределенных объектов и систем, ТАУ и др.
С 2002 года руководит научной школой «Синтез систем с распределенными параметрами» в которой подготовил и выпустил с защитой более 20 кандидатов технических наук и 2 докторов наук. Был оппонентом и техническим консультантом при защите более чем 138 кандидатских и докторских диссертаций.

## Труды
- Малков А. В., Першин И. М. Синтез распределенных регуляторов для систем управления гидролитосферными процессами. — М.: Научный мир, 2007. — 252 с. — ISBN 9785915220033.
- Григорьев В. В., Быстров С. В., Першин И. М. Синтез распределенных регуляторов: Учебное пособие. — СПб.: СПбГУ ИТМО, 2010. — 198 с.
- Григорьев В. В.,  Быстров С. В., Першин И. М., Наумова А. К., Гурьянова А. М. Экспоненциальная устойчивость линейных систем с распределенными параметрами // Известия высших учебных заведений. Приборостроение. — СПб.: Санкт-Петербургский национальный исследовательский университет информационных технологий, механики и оптики, 2013. — Т. 56, № 4. — С. 20-26. — ISSN 0021-3454.
- Бурлаков А.Б., Бурцев А.С., Чернова Г.В., Капранов Ю.С., Куфаль Г.Э., Матюхин И.В., Перминов С.В., Першин И.М. Модификация постэмбрионального развития Drosophila melanogaster с помощью ретрорефлекторных оптических систем // Электромагнитные волны и электронные системы. — М., 2011. — Т. 16, № 11. — С. 23-32.